# Elena Karpova
Pour les articles homonymes, voir Karpov.
Elena Karpova, née le 14 juin 1980 à Leningrad, est une joueuse de basket-ball russe,  évoluant au poste d'ailière. Elle prend sa retraite sportive en 2009.

## Club
- 1997-1999 : Lotos Gdynia, (Pologne)
- 1999-2000 : Vienne, (Autriche)
- 2000-2001 : SCP Ružomberok, (Slovaquie)
- 2001-2002 : Famila Schio (Italie)
- 2002-2004 : Lattes-Montpellier (France)
- 2004-2005 : ŽBK Dynamo Moscou (Russie)
- ? : Spartak Saint-Pétersbourg
- 2007-2008 : USK Prague (Russie)
- 2008-2009 : UMMC Iekaterinbourg (Russie)

- Coupe Ronchetti 2002
- Championne de Pologne 1997, 1999

### Sélection nationale
- Basket-ball aux Jeux olympiques
  -  Médaille de bronze aux Jeux olympiques de 2004
- Championnat du monde
  -  Médaille d'argent du Championnat du monde 2006 au Brésil
- Championnat d'Europe
  -  Médaille d'argent au Championnat d'Europe 2005 en Turquie
  -  Médaille d'argent au Championnat d'Europe 2001 en France
  - Championne d'Europe junior 2000
  - Médaille d'argent au championnat d’Europe junior 1998
  - Championne d’Europe cadette 1995